# New Lanark Mühle Nr. 2

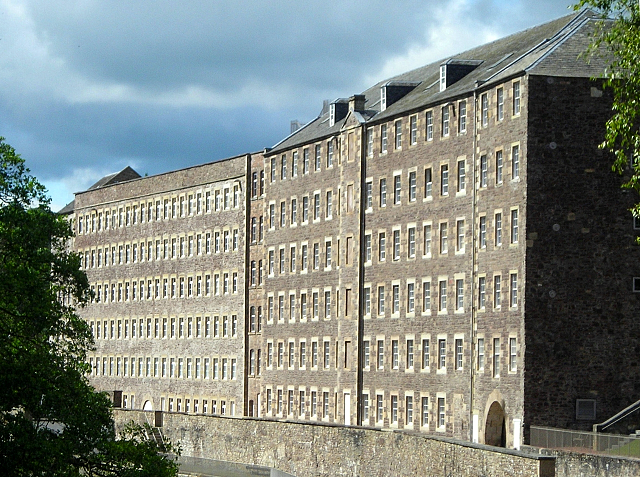
Links die New Lanark Mühle Nr. 2

Die New Lanark Mühle Nr. 2 ist eine ehemalige Wassermühle in der schottischen Industriesiedlung New Lanark in der Council Area South Lanarkshire. 1971 wurde das Bauwerk in die schottischen Denkmallisten in der höchsten Denkmalkategorie A aufgenommen. Außerdem ist es Teil des Weltkulturerbes New Lanark.

## Geschichte
In der Mitte der 1780er Jahre ließ David Dale den Wollmühlenkomplex New Lanark errichten. Kernstück war die 1786 fertiggestellte Mühle Nr. 1. Die Mühle Nr. 2 wurde vermutlich 1789 fertiggestellt und damit im selben Jahr wie die nach einem Brand verheerte Mühle Nr. 1 in Betrieb genommen. Im Laufe der Jahre wurden an dem Gebäude zwei signifikante Umbauten vorgenommen. Noch vor 1817 wurde eine bauliche Verbindung mit der nebenliegenden Mühle Nr. 1 hergestellt. 1881 erwarb der Eigentümer der Gourock Ropeworks Henry Birkmyre den Mühlenkomplex. Drei Jahre später veranlasste er eine Erweiterung der Mühle Nr. 2. Um Raum für neue Produktionsprozesse zu bieten und damit eine Erweiterung der Produktpalette zu ermöglichen, wurde das Gebäude dabei entlang der Frontseite um mehrere Meter nach Norden erweitert.

## Beschreibung
Die Mühle Nr. 2 grenzt im Westen an die Mühle Nr. 1 und im Osten an die Mühle Nr. 3 an. Nördlich, jenseits des Mühlkanals, befinden sich Robert Owen’s House und David Dale’s House. Südlich, am Clyde-Ufer, erstrecken sich die Water Houses.
Das Gebäude ist fünfstöckig. Da es in Hanglage erbaut wurde, tritt an der rückwärtigen Südseite zusätzlich das Kellergeschoss hervor. Während das Mauerwerk an der nordexponierten Frontseite aus Ziegelstein besteht, wurden an den restlichen Gebäudeteilen Bruchstein vom Sandstein mit abgesetzten Natursteindetails verbaut. Die Mühle ist 21 Achsen weit. Entlang der Frontseite schließen sämtliche Fensteröffnungen mit gedrückten Segmentbögen. Es sind neunteilige Sprossenfenster verbaut. Oberhalb verläuft ein abschließender Zahnfries. Auf der mittleren Achse wurden die Fenster durch Ladeöffnungen ersetzt, die durch ein Hebewerk angefahren werden konnten. An der Rückseite sind die Fensteröffnungen hingegen rechteckig und durch sechsteilige Sprossenfenster verschlossen. Das Gebäude schließt mit einem Flachdach.
An der Westseite ist über die volle Höhe eine geschwungene Verbindung zur Mühle Nr. 1 geführt. Sie ist entlang der Frontseite drei, entlang der Rückseite acht Achsen weit. Wie auch die Mühle Nr. 1 selbst, schließt dieser Gebäudeteile mit einem schiefergedeckten Satteldach.